# Mistrzostwa Azji w badmintonie
Mistrzostwa Azji w badmintonie – zawody organizowane przez Badminton Asia Confederation. Turniej zapoczątkował w 1962 roku w Kuala Lumpur i od 1991 roku odbywają się cyklicznie każdego roku. Do 1993 roku rozgrywane były także zawody drużynowe z wyjątkiem roku 1988, 1991 i 1992. W 2016 roku zostały utworzone drużynowe mistrzostwa Azji i rozgrywane są co dwa lata. Przemienne odbywają się mistrzostwa Azji drużyn mieszanych, począwszy od 2017 roku.

## Edycje
| Edycja | Rok  | Miejsce        | Państwo            |
| ------ | ---- | -------------- | ------------------ |
| 1.     | 1962 | Kuala Lumpur   | Federacja Malajska |
| 2.     | 1965 | Lucknow        | Indie              |
| 3.     | 1969 | Manila         | Filipiny           |
| 4.     | 1971 | Dżakarta       | Indonezja          |
| 5.     | 1976 | Hajdarabad     | Indie              |
| unof.  | 1976 | Bangkok        | Tajlandia          |
| unof.  | 1977 | Hongkong       | Hongkong           |
| unof.  | 1978 | Pekin          | Chiny              |
| unof.  | 1980 | Bangkok        | Tajlandia          |
| 6.     | 1983 | Kolkata        | Indie              |
| 7.     | 1985 | Kuala Lumpur   | Malezja            |
| 8.     | 1987 | Semarang       | Indonezja          |
| unof.  | 1988 | Bandar Lampung | Indonezja          |
| 9.     | 1989 | Szanghaj       | Chiny              |
| 10.    | 1991 | Kuala Lumpur   | Malezja            |
| 11.    | 1992 | Kuala Lumpur   | Malezja            |
| 12.    | 1993 | Hongkong       | Hongkong           |
| 13.    | 1994 | Szanghaj       | Chiny              |
| 14.    | 1995 | Pekin          | Chiny              |

| Edycja | Rok  | Miejsce      | Państwo          |
| ------ | ---- | ------------ | ---------------- |
| 15.    | 1996 | Surabaja     | Indonezja        |
| 16.    | 1997 | Kuala Lumpur | Malezja          |
| 17.    | 1998 | Bangkok      | Tajlandia        |
| 18.    | 1999 | Kuala Lumpur | Malezja          |
| 19.    | 2000 | Dżakarta     | Indonezja        |
| 20.    | 2001 | Manila       | Filipiny         |
| 21.    | 2002 | Bangkok      | Tajlandia        |
| 22.    | 2003 | Dżakarta     | Indonezja        |
| 23.    | 2004 | Kuala Lumpur | Malezja          |
| 24.    | 2005 | Hajdarabad   | Indie            |
| 25.    | 2006 | Johor Bahru  | Malezja          |
| 26.    | 2007 | Johor Bahru  | Malezja          |
| 27.    | 2008 | Johor Bahru  | Malezja          |
| 28.    | 2009 | Suwon        | Korea Południowa |
| 29.    | 2010 | Nowe Delhi   | Indie            |

| Edycja | Rok  | Miejsce  | Państwo          |
| ------ | ---- | -------- | ---------------- |
| 30.    | 2011 | Chengdu  | Chiny            |
| 31.    | 2012 | Qingdao  | Chiny            |
| 32.    | 2013 | Tajpej   | Chińskie Tajpej  |
| 33.    | 2014 | Gimcheon | Korea Południowa |
| 34.    | 2015 | Wuhan    | Chiny            |
| 35.    | 2016 | Wuhan    | Chiny            |
| 36.    | 2017 | Wuhan    | Chiny            |
| 37.    | 2018 | Wuhan    | Chiny            |
| 38.    | 2019 | Wuhan    | Chiny            |

## Zwycięzcy

### Konkurencje indywidualne
| Rok  | Miejsce        | Gra pojedyncza mężczyzn   | Gra pojedyncza kobiet     | Gra podwójna mężczyzn               | Gra podwójna kobiet                 | Gra mieszana                            |
| ---- | -------------- | ------------------------- | ------------------------- | ----------------------------------- | ----------------------------------- | --------------------------------------- |
| 1962 | Kuala Lumpur   | Teh Kew San               | Minarni                   | Ng Boon Bee Tan Yee Khan            | Happy Herowati Corry Kawilarang     | Lim Say Hup Ng Mei Ling                 |
| 1965 | Lucknow        | Dinesh Khanna             | Angela Bairstow           | Narong Bhornchima Chavalert Chumkum | Ursula Smith Angela Bairstow        | Tan Yee Khan Angela Bairstow            |
| 1969 | Manila         | Muljadi                   | Pang Yuet Mui             | Ng Boon Bee Punch Gunalan           | Lee Young-soon Kang Young-sin       | Nie rozegrano                           |
| 1971 | Dżakarta       | Tan Aik Mong              | Utami Kinard              | Indra Gunawan Nara Sudjana          | Retno Koestijah Intan               | Christian Hadinata Retno Koestijah      |
| 1976 | Hajdarabad     | Hou Jiachang              | Liang Qiuxia              | Tjun Tjun Ade Chandra               | Theresia Widiastuti Regina Masli    | Fang Kaixiang He Cuiling                |
| 1976 | Bangkok        | Iie Sumirat               | Liang Qiuxia              | Ade Chandra Christian Hadinata      | Sylvia Ng Rosalind Singha Ang       | nie rozegrano                           |
| 1977 | Hongkong       | Yu Yaodong                | Liang Qiuxia              | Tjun Tjun Johan Wahjudi             | Liang Qiuxia Liu Xia                | nie rozegrano                           |
| 1978 | Pekin          | Yu Yaodong                | Liu Xia                   | Lin Shihchuan Tang Xianhu           | Thongkam Kingmanee Sirisriro Patama | nie rozegrano                           |
| 1980 | Bangkok        | Han Jian                  | Song Youping              | Li Zhifeng Yang Kesen               | Li Lingwei Sang Yanqin              | nie rozegrano                           |
| 1983 | Kolkata        | Chen Changjie             | Yoo Sang-hee              | Jiang Guoliang He Shangquan         | Guan Weizhen Fan Ming               | Park Joo-bong Kim Yun-ja                |
| 1985 | Kuala Lumpur   | Zhao Jianhua              | Zheng Yuli                | Park Joo-bong Kim Moon-soo          | Kim Yun-ja Yoo Sang-hee             | Nie rozegrano                           |
| 1987 | Semarang       | zawody drużynowe mężczyzn | zawody drużynowe mężczyzn | zawody drużynowe mężczyzn           | zawody drużynowe mężczyzn           | zawody drużynowe mężczyzn               |
| 1988 | Bandar Lampung | Xiong Guobao              | Tang Jiuhong              | Zhang Qiang Zhou Jincan             | Verawaty Fajrin Yanti Kusmiati      | Nie rozegrano                           |
| 1989 | Szanghaj       | zawody drużynowe mężczyzn | zawody drużynowe mężczyzn | zawody drużynowe mężczyzn           | zawody drużynowe mężczyzn           | zawody drużynowe mężczyzn               |
| 1991 | Kuala Lumpur   | Rashid Sidek              | Yuliani Sentosa           | Park Joo-bong Kim Moon-soo          | Hwang Hye-young Chung So-young      | Park Joo-bong Chung Myung-hee           |
| 1992 | Kuala Lumpur   | Rashid Sidek              | Ye Zhaoying               | Razif Sidek Jalani Sidek            | Wu Yuhong Pan Li                    | Joko Mardianto Sri Untari               |
| 1993 | Hongkong       | zawody drużynowe mężczyzn | zawody drużynowe mężczyzn | zawody drużynowe mężczyzn           | zawody drużynowe mężczyzn           | zawody drużynowe mężczyzn               |
| 1994 | Szanghaj       | Foo Kok Keong             | Ye Zhaoying               | Chen Kang Chen Hongyong             | Ge Fei Gu Jun                       | Chen Xingdong Sun Man                   |
| 1995 | Pekin          | Park Sung-woo             | Ye Zhaoying               | Cheah Soon Kit Yap Kim Hock         | Ge Fei Gu Jun                       | Liu Jianjun Ge Fei                      |
| 1996 | Surabaja       | Jeffer Rosobin            | Gong Zhichao              | Ade Sutrisna Candra Wijaya          | Eliza Nathanael Finarsih            | Trikus Heryanto Lili Tampi              |
| 1997 | Kuala Lumpur   | Sun Jun                   | Yao Yan                   | Denny Kantono Antonius Ariantho     | Liu Zhong Huang Nanyan              | Zhang Jun Liu Lu                        |
| 1998 | Bangkok        | Chen Gang                 | Ye Zhaoying               | Kang Kyung-jin Ha Tae-kwon          | Ge Fei Gu Jun                       | Kim Dong-moon Ra Kyung-min              |
| 1999 | Kuala Lumpur   | Chen Hong                 | Ye Zhaoying               | Ha Tae-kwon Kim Dong-moon           | Ge Fei Gu Jun                       | Kim Dong-moon Ra Kyung-min              |
| 2000 | Dżakarta       | Taufik Hidayat            | Xie Xingfang              | Rexy Mainaky Tony Gunawan           | Lee Hyo-jung Yim Kyung-jin          | Bambang Suprianto Minarti Timur         |
| 2001 | Manila         | Xia Xuanze                | Zhang Ning                | Bambang Suprianto Trikus Haryanto   | Gao Ling Huang Sui                  | Kim Dong-moon Ra Kyung-min              |
| 2002 | Bangkok        | Sony Dwi Kuncoro          | Zhou Mi                   | Ha Tae-kwon Kim Dong-moon           | Zhang Jiewen Yang Wei               | Zhang Jun Gao Ling                      |
| 2003 | Dżakarta       | Sony Dwi Kuncoro          | Wang Chen                 | Lee Dong-soo Yoo Yong-sung          | Ra Kyung-min Lee Kyung-won          | Nova Widianto Vita Marissa              |
| 2004 | Kuala Lumpur   | Taufik Hidayat            | Jun Jae-youn              | Sigit Budiarto Trikus Haryanto      | Lee Hyo-jung Lee Kyung-won          | Kim Dong-moon Ra Kyung-min              |
| 2005 | Hajdarabad     | Sony Dwi Kuncoro          | Wang Chen                 | Markis Kido Hendra Setiawan         | Lee Hyo-jung Lee Kyung-won          | Sudket Prapakamol Saralee Thungthongkam |
| 2006 | Johor Bahru    | Lee Chong Wei             | Wang Chen                 | Choong Tan Fook Lee Wan Wah         | Yu Yang Du Jing                     | Nova Widianto Liliyana Natsir           |
| 2007 | Johor Bahru    | Taufik Hidayat            | Jiang Yanjiao             | Choong Tan Fook Lee Wan Wah         | Yang Wei Zhao Tingting              | He Hanbin Yu Yang                       |
| 2008 | Johor Bahru    | Park Sung-hwan            | Jiang Yanjiao             | Jung Jae-sung Lee Yong-dae          | Yang Wei Zhang Jiewen               | Flandy Limpele Vita Marissa             |
| 2009 | Suwon          | Bao Chunlai               | Zhu Lin                   | Markis Kido Hendra Setiawan         | Ma Jin Wang Xiaoli                  | Lee Yong-dae Lee Hyo-jung               |
| 2010 | Nowe Delhi     | Lin Dan                   | Li Xuerui                 | Cho Gun-woo Yoo Yeon-seong          | Pan Pan Tian Qing                   | Chan Peng Soon Goh Liu Ying             |
| 2011 | Chengdu        | Lin Dan                   | Wang Yihan                | Cai Yun Fu Haifeng                  | Wang Xiaoli Yu Yang                 | Zhang Nan Zhao Yunlei                   |
| 2012 | Qingdao        | Chen Jin                  | Li Xuerui                 | Kim Ki-jung Kim Sa-rang             | Tian Qing Zhao Yunlei               | Zhang Nan Zhao Yunlei                   |
| 2013 | Tajpej         | Du Pengyu                 | Wang Yihan                | Ko Sung-hyun Lee Yong-dae           | Wang Xiaoli Yu Yang                 | Ko Sung-hyun Kim Ha-na                  |
| 2014 | Gimcheon       | Lin Dan                   | Sung Ji-hyun              | Shin Baek-cheol Yoo Yeon-seong      | Luo Ying Luo Yu                     | Lee Chun Hei Chau Hoi Wah               |
| 2015 | Wuhan          | Lin Dan                   | Ratchanok Intanon         | Lee Yong-dae Yoo Yeon-seong         | Ma Jin Tang Yuanting                | Tontowi Ahmad Liliyana Natsir           |
| 2016 | Wuhan          | Lee Chong Wei             | Wang Yihan                | Lee Yong-dae Yoo Yeon-seong         | Misaki Matsutomo Ayaka Takahashi    | Zhang Nan Zhao Yunlei                   |
| 2017 | Wuhan          | Chen Long                 | Tai Tzu-ying              | Li Junhui Liu Yuchen                | Misaki Matsutomo Ayaka Takahashi    | Lu Kai Huang Yaqiong                    |
| 2018 | Wuhan          | Kento Momota              | Tai Tzu-ying              | Li Junhui Liu Yuchen                | Yuki Fukushima Sayaka Hirota        | Wang Yilü Huang Dongping                |
| 2019 | Wuhan          | Kento Momota              | Akane Yamaguchi           | Hiroyuki Endo Yuta Watanabe         | Chen Qingchen Jia Yifan             | Wang Yilü Huang Dongping                |

### Konkurencje drużynowe
| Rok  | Miejsce      | Turniej drużynowy  |
| ---- | ------------ | ------------------ |
| 1962 | Kuala Lumpur | Federacja Malajska |
| 1965 | Lucknow      | Malezja            |
| 1969 | Manila       | Indonezja          |
| 1971 | Dżakarta     | Indonezja          |
| 1976 | Hajdarabad   | Indonezja          |
| 1983 | Kolkata      | Chiny              |
| 1985 | Kuala Lumpur | Chiny              |
| 1987 | Semarang     | Chiny              |
| 1989 | Szanghaj     | Chiny              |
| 1993 | Hongkong     | Indonezja          |

### Drużynowe mistrzostwa Azji
| Rok  | Miejsce    | Mężczyźni | Kobiety |
| ---- | ---------- | --------- | ------- |
| 2016 | Hajdarabad | Indonezja | Chiny   |
| 2018 | Alor Setar | Indonezja | Japonia |

### Mistrzostwa Azji drużyn mieszanych
| Rok  | Miejsce     | Turniej drużynowy |
| ---- | ----------- | ----------------- |
| 2017 | Ho Chi Minh | Japonia           |